# 庄聪生
庄聪生（1954年5月—），福建晋江人，中华人民共和国政治人物，曾任全国工商联副主席，中国民间商会副会长，第十二届全国政协委员。